# Moncorneil-Grazan
Moncorneil-Grazan – miejscowość i gmina we Francji, w regionie Oksytania, w departamencie Gers.
Według danych na rok 1990 gminę zamieszkiwało 97 osób, a gęstość zaludnienia wynosiła 14 osób/km² (wśród 3020 gmin regionu Midi-Pireneje Moncorneil-Grazan plasuje się na 966. miejscu pod względem liczby ludności, natomiast pod względem powierzchni na miejscu 1330.).